# Sico
Sico är en flod belägen i norra Honduras som löper genom centrala Honduras i närheten av Agaltakordiljärans fot och ut mot havet på norra sidan av landet.